# شبرغان
شِبِرغان (شاپورگان که با تسلط اعراب به نام فعلی تغییر یافت) در شمال افغانستان و مرکز ولایت جوزجان افغانستان گوزگان است.
این شهر در کرانهٔ رود سفیدرود قرار دارد.
نفوس این شهر در سال ۲۰۲۳ بالغ بر ۷۸ هزار نفر (در سال ۲۰۰۰ آمار یونیسف ۱۵۳۰۰۰ نفر ارائه می‌کند. حالا چند برابر نفوس افزایش دارد.) بوده است.

## پیشینه
آثار باستانی مربوط به باخترستان در طلاتپه شبرغان نشان از دیرینگی تاریخی این محل دارد. نام این شهر را دگرگون‌شدهٔ شاپورگان دانسته‌اند و بنیادگذار آن را شاپور یکم ساسانی می‌دانند.
ناصر خسرو بلخی حکیم معروف، سفر معروف خود را از جوزجان شروع می‌کند و اولین توقف وی شهر شبرغان می‌باشد. چنانکه خود می‌گوید:
روز پنجشنبه، نیمه دی ماه پارسیان، سال بر چهارصدوچهارده یزدجردی، سروتن بشستم و بمسجد جامع شدم و نماز کردم و یاری خواستم از خدای تعالی بر آنچه که بر من واجبست. پس از آنجا به شبورغان رفتم، شب بدیه باریاب بودم و از آنجا براه سمنگان و طالقان به مروالرود شدم.— سفرنامه ناصر خسرو
شبرغان محل استقرار ژنرال رشید دوستم، جنگ‌سالار ازبک افغانستان بود.

## اقتصاد
ابن حوقل در توصیف شهر شبورقان، از جمله شهرهای گوزگان، می‌گوید که میوه‌هایش به جاهای دیگر برده می‌شود. وی می‌افزاید که این ولایت ناحیه‌ای فراخ نعمت با کالاهای تجارتی از جمله پوست دباغی شده‌است که آن را به خراسان و ماوراءالنهر می‌برند (ص ۱۷۷).
در اواخر دهه ۱۹۶۰ میلادی ذخیره عظیم گاز طبیعی در شبرغان کشف شد.
صادرات این گاز در سال ۱۹۶۷ از طریق جمهوری ازبکستان آغاز شد.
میدان نفتی زُمراد سای نیز در نزدیکی شبرغان قرار دارد.

## مردم‌شناسی
این شهر مهم‌ترین و تنها شهر دارای اکثریت اوزبیک در سراسر افغانستان است. اگر چه بیشتر مردم این شهر اوزبیک‌ها هستند ولی تعداد بسیاری از پشتون‌ها، ترکمن‌ها، تاجیک‌ها، هزاره‌ها و عرب‌ها در این ولایت ساکن هستند. عرب‌های این شهر نیز فارسی‌زبان هستند.

## رسانه‌های عمومی
این شهر دارای یک شبکه تلویزیونی به نام آینه است که در ولایت جوزجان و ولایت‌های هم‌جوار قابل دریافت است.
این شبکه تلویزیونی که از ژانویه ۲۰۰۴ آغاز به‌کار کرده‌است و بیشتر به زبان‌های ازبکی و ترکمنی برنامه پخش می‌کند. این شبکه از جانب عبدالرشید دوستم حمایت شده و متخصصان ترکیه در راه‌اندازی آن کمک کرده‌اند.

## پی‌نوشت‌ها
1. ↑  "The State of Afghan Cities report2015". Archived from the original on 2015-10-31.
2. ↑  "Jawzjan" (PDF). Archived from the original (PDF) on 3 July 2009. Retrieved 3 December 2009.
3. ↑  «شبرقان». موسسهٔ لغت‌نامهٔ دهخدا و مرکز بین‌المللی آموزش زبان فارسی. بایگانی‌شده از اصلی در ۱۷ ژوئیه ۲۰۲۳. دریافت‌شده در ۲۰۲۳-۰۷-۱۷.
4. ↑  https://chislennost.com/en/af/population_of_sheberghan_6935.html
5. ↑  آورین تاژ آفرین[پیوند مرده]
6. ↑  «اتاق بازرگانی ایران». بایگانی‌شده از اصلی در ۲۶ اکتبر ۲۰۰۷. دریافت‌شده در ۱۷ فوریه ۲۰۰۸.
7. ↑  امواج جدید در فضا
8. ↑  آفتاب[پیوند مرده]

## منبع
ویکی‌پدیای انگلیسی، نسخهٔ ۸ نوامبر ۲۰۰۶.